# 九條會
九條會（日语：／ Kyūjōnokai，英語：The Article 9 Association），全稱和平憲法第九條之會，是一個旨在支持日本國憲法第九條「永遠放棄戰爭力量」、擁護「和平憲法」、反對「憲法改惡」的日本市民團體，由9名護憲派日本作家於2004年發起組成。

## 概要
1991年波斯灣戰爭後，原美軍B-29飛行員、俄亥俄大學教授查爾斯·奧弗比（Charles M. Overby）在美國創立最初的「九條會」（Article 9 Society），他在1981年訪問廣島和平紀念資料館時受到原爆慘劇的衝擊，因而被日本國憲法第九條的理念所感召。其後，在奧弗比觸發下，以原中部大學副校長勝守寛為中心，開始發展日本全國性的九條會。在1993年成立的第一個地方組織「名古屋」就是由勝守寛擔任會長。
九條會匯聚了各種想法的人，對於各人主張的細節部份，並不要求完全相同。比如關於聯合國憲章第7章第51條規定中的集體自衛權，有人持批判態度，也有人不予批評。

## 發起人
※表已故
- 井上廈（作家）※
- 梅原猛（哲学學者）
- 大江健三郎（作家，1994年諾貝爾文學獎得主）
- 奥平康弘（日语：奥平康弘）（憲法学者）※
- 小田实（作家）※
- 加藤周一（日语：加藤周一）（評論家）※
- 澤地久枝（日语：澤地久枝）（作家）
- 鶴見俊輔（哲學學者）※
- 三木睦子（日语：三木睦子）（原日本首相：三木武夫之妻）※

此外還有很多支持者。東大教授小森陽一參與了營運。

### 相關團體
2004年6月，在九條會的號召下，科學、體育、宗教、醫療等社會各界團體，在全國各地組成了「（某某）九條會」和「九條會（某某）」等贊同團體，認同九條會的人們紛紛結社。至2011年，此類團體已有約7,500個。
電影人的九條會
2004年11月24日，「電影人的九條會」宣告成立。號召者包括電影導演羽田澄子、降旗康男、山田洋次；電影編劇堀北昌子；劇本家小山内美江子。電影導演大林宣彥作為贊同者也一併聯名。

## 活動

### 九條之碑
九條會在日本多地樹立了「九條之碑」。分別在：沖繩縣那覇市、石垣市、宮古島市、讀谷村、西原町、南風原町。

### 風波
九條會原預定在2014年11月的「國分寺節」設置展位，進行資料展示與貼紙投票。但最後被以「活動內容有政治含意」而被拒絕設攤。九條會為此抗議市長及執行委員會「蹂躪表現的自由，粗暴侵害基本人權」。

### 廣播節目
2013年8月，九條會在京都府京都市的社區廣播電台「京都社區廣播」播出「憲法沙龍京都」節目，每月播放2次，每次9分鐘（2015年4月開始為6分鐘），與各種與談人暢談憲法前景。電台網頁簡介此節目為「發出九條會有關憲法九條的訊息，替市民發聲，與市民一起守護憲法九條」。

## 外部連結
- 官方網站（页面存档备份，存于）